# FAR Manager
FAR Manager (angleški akronim za File + ARchive Manager) je ortodoksni upravljalnik datotek za operacijski sistem MS Windows in klon programa Norton Commander. FAR Manager uporablja konzolo Win32 in ima uporabniški vmesnik osredotočen na tipkovnico, čeprav so mogoče omejene operacije z miško, na primer »povleci in spusti« (drag-and-drop).